# Municipio de Austin (Arkansas)
El municipio de Austin (en inglés: Austin Township) es un municipio ubicado en el condado de Conway en el estado estadounidense de Arkansas. En el año 2010 tenía una población de 337 habitantes y una densidad poblacional de 5,86 personas por km².

## Geografía
El municipio de Austin se encuentra ubicado en las coordenadas 35°26′6″N 92°32′54″O / 35.43500, -92.54833. Según la Oficina del Censo de los Estados Unidos, el municipio tiene una superficie total de 57.47 km², de la cual 57,2 km² corresponden a tierra firme y (0,48 %) 0,27 km² es agua.

## Demografía
Según el censo de 2010, había 337 personas residiendo en el municipio de Austin. La densidad de población era de 5,86 hab./km². De los 337 habitantes, el municipio de Austin estaba compuesto por el 96,44 % blancos, el 1,19 % eran afroamericanos, el 0,3 % eran asiáticos, el 1,19 % eran de otras razas y el 0,89 % eran de una mezcla de razas. Del total de la población el 3,26 % eran hispanos o latinos de cualquier raza.